# Nupedia
 (avril 2024).
Nupedia est une ancienne encyclopédie en ligne sous licence libre fondée par Jimmy Wales le 9 mars 2000 et financée par Bomis, pour laquelle Larry Sanger est embauché comme éditeur en chef. Elle se distingue de Wikipédia par une politique stricte pour l'intégration des nouveaux articles, le comité scientifique visant à en faire une encyclopédie de qualité comparable aux encyclopédies professionnelles. À son époque, on la qualifie souvent de plus sérieuse ; cependant, la rareté des contributeurs finit par lui être fatale : Nupedia ferme définitivement le 26 septembre 2003. Au moment où elle cesse ses opérations, elle compte vingt-sept articles publiés et soixante-quatorze en développement.

## Historique
Destiné à être une encyclopédie en ligne au contenu sous licence libre, le projet Nupedia eut d’abord sa licence : la Nupedia Open Content License. En 2001, sous l’impulsion des arguments de la Free Software Foundation de Richard Stallman, Nupedia transfère son contenu sous la Licence de documentation libre GNU. Cependant, à la même époque, Stallman enclenche également son projet d’encyclopédie Internet, GNUPedia, qui entre en compétition avec Nupedia. En dépit de son contenu sous une licence libre, la participation à Nupedia demeure soumise à un processus assez lourd de soumission des textes, contrastant avec les conceptions sous-jacentes au mouvement des logiciels libres.
À cette époque, soit en janvier 2001, à cause de la frustration occasionnée par la lenteur de la progression de l'encyclopédie Nupedia, Larry Sanger propose la création en parallèle d’un wiki dans le but d’accroître la vitesse de développement des articles encyclopédiques qui tend à stagner à cause de la lourdeur occasionnée par le comité de lecture,. La création de Wikipédia n’apparait alors pas comme un fork de Nupedia et n'en reprend pas les contenus (chose cependant faite depuis la fermeture de Nupedia) mais était plutôt, à l'origine, mise en place comme une sorte de « sas d’entrée » pour les articles devant être éventuellement intégrés à Nupédia. Wikipédia apparait donc parallèlement à Nupédia en tant que complément, et cette nouvelle donne rallie les partisans des deux approches en rejoignant ainsi les défenseurs de l'approche plus souple qu’offrait GNUPedia. De la sorte, GNUPedia n’a pas la chance de se développer et elle avorta. En se développant et en attirant ses contributeurs, Wikipédia en est cependant rapidement venue à tracer son cheminement et atteint un mode de fonctionnement largement indépendant de Nupedia, bien que Larry Sanger participe à la formulation de la majorité des politiques d’origine parallèlement à son travail pour Nupedia.
Tout comme elle a contribué à l’avortement du projet GNUPedia, Wikipédia a aussi contribué à graduellement remettre en cause l’existence de Nupedia. En février 2002, Bomis mit fin à la rémunération de Larry Sanger pour son travail d’éditeur en chef, l’amenant à quitter Nupedia et Wikipédia peu après. Nupedia s’efface graduellement derrière Wikipédia (seulement deux articles franchirent le processus d’évaluation après 2001). Comme elle devenait de plus en plus stagnante, l’idée que Nupedia puisse constituer une version stable (validée) des articles développés par Wikipédia fut occasionnellement évoquée, mais jamais réalisée. Le 26 septembre 2003, le site de Nupedia ferme définitivement et ses contenus sont intégrés à Wikipédia.

## Processus éditorial
Le processus d'édition et de publication d'un article de Nupedia comprenait sept étapes :
1. assigner un article ;
2. trouver un réviseur en chef ;
3. révision en comité ;
4. révision ouverte du contenu ;
5. révision interne du texte et de la mise-en-page ;
6. révision ouverte du texte et de la mise-en-page ;
7. approbation finale et balisage[3].

Les conditions pour contribuer à Nupedia étaient élevées et la politique éditoriale stipulait ceci : « Nous souhaitons que les auteurs soient de véritables experts dans leurs domaines et (à quelques exceptions près) qu’ils possèdent un doctorat. »

## Le développement logiciel
Nupedia était alimenté par NupeCode, un logiciel de groupe à code source ouvert sous licence publique générale GNU conçu pour les grands projets évalués par les pairs. Le code était disponible via le référentiel  CVS de Nupedia. L'un des problèmes rencontrés par Nupedia pendant une grande partie de son existence était que le logiciel manquait de fonctionnalités. Une grande partie des fonctionnalités manquantes avait été simulée à l'aide de blocs de texte soulignés qui semblaient être des hyperliens, mais qui ne l'étaient pas. 
Dans le cadre du projet, une nouvelle version du logiciel original (appelée NuNupedia) était en cours de développement. NuNupedia a été implémenté pour des tests à SourceForge, mais n'a jamais atteint un stade de développement suffisant pour remplacer le logiciel d'origine mais sa mise en œuvre a été arrêté, Wikipédia ayant plus de pages que Nupedia.